# Сухая Балка (Калмыкия)
Сухая Балка — исчезнувшее село в Городовиковском районе Калмыкии. Село располагалось при балке Шуста к востоку от посёлка Шин-Бядл.

## История
В 1920-е годы было начато переселение в пределы Калмыцкой автономной области калмыков, проживавших в населённых пунктах за её пределами. В 1923 году началось переселение жителей станицы Граббевской (Цевднякинский аймак). Переселенцы размещались в посёлке Теегин Нур. Однако во второй половине 1920-х часть цевднякинцев переселяется в Бюдермесовский аймак, на территорию между русским селом Тахта Ставропольского края и селом Бюдермес (по другому названию — село Кердата), где они образовали новый посёлок, получивший название Шуста (Цевднякин). В Шусте поселилось свыше 100 семей. На новом месте построили саманные дома, другие хозяйственные постройки, располагавшиеся в три ряда, образовавшие улицы. Новые переселенцы организовали «Товарищество по совместной обработке земли» (ТОЗ). Во время коллективизации жители сел Бюдермес, Зюнгар и Шуста образовали колхоз им. Ленина. В селе Шуста располагалась 1 -я полеводческая бригада
Летом 1942 года село Цевднякин, как и другие населённые пункты Западного района (улуса), было оккупировано. Освобождено в январе 1943 года.
28 декабря 1943 года калмыцкое население было депортировано. После ликвидации Калмыцкой АССР посёлок входил в состав Западного района Ростовской области. В августе 1949 года хутор Цведняки (так в источнике) Бюдюрмис-Кубетовского сельсовета был переименован в село Сухая Балка. Возвращено вновь образованной Калмыцкой автономной области в январе 1957 года (с 1958 года — Калмыцкая АССР).
Дата упразднения не установлена.